# Astragalus abolinii
Astragalus abolinii es una rara especie de arbusto perteneciente a la familia de las leguminosas. Es originaria del Asia
Es un arbusto perennifolio originario de Kazajistán en   Shymkent, en Kirguistán en   Frunze y Osh y en Uzbekistán en Tashkent.

## Taxonomía
Astragalus abolinii fue descrita por  Mijaíl Popov y publicado en Botanicheskie Materialy Gerbariya Glavnogo Botanicheskogo Sada RSFSR 4: 154. 1923.
Etimología
Astragalus: nombre genérico que significa "hueso del tobillo" y un nombre antiguo aplicado a algunas plantas de esta familia debido a la forma de las semillas.
abolinii: epíteto